# جيك شابمان
جيك شابمان (بالإنجليزية: Jake Chapman)‏ هو سياسي أمريكي، ولد في 1985. حزبياً، نشط في الحزب الجمهوري. وقد انتخب عضو مجلس ولاية آيوا.

## وصلات خارجية
- الموقع الرسمي